# Erycibe borneensis
Erycibe borneensis är en vindeväxtart som först beskrevs av Merrill, och fick sitt nu gällande namn av Hoogl. Erycibe borneensis ingår i släktet Erycibe och familjen vindeväxter. Utöver nominatformen finns också underarten E. b. collina.